# 汉斯·韦尔克
汉斯·韦尔克（德語：Hans Woellke，1911年2月18日—1943年3月22日），德国男子田径运动员，主攻铅球。他曾代表纳粹德国参加1936年夏季奥林匹克运动会田径比赛，获得男子铅球金牌。